# Абрамова (округ Турчянске Тепліце)
Абрамова (словац. Abramová) — село, громада округу Турчянське Тепліце, Жилінський край. Кадастрова площа громади — 12.64 км².
Населення 194 осіб (станом на 31 грудня 2024 року).

## Історія
Абрамова згадується 1400 року.

## Географія
Протікає річка Полерєка.

## Населення
| Рік:            | 1994. | 2004.   | 2014.    | 2024.   |
| --------------- | ----- | ------- | -------- | ------- |
| Кількість осіб: | 144   | 154     | 191      | 194     |
| Різниця:        |       | +6,94 % | +24,02 % | +1,57 % |

| Рік:            | 2023. | 2024.   |
| --------------- | ----- | ------- |
| Кількість осіб: | 190   | 194     |
| Різниця:        |       | +2,10 % |